# Cyanide
Cyanide hay xyanua (tên Tiếng Việt bắt nguồn từ Tiếng Pháp cyanure) là một hợp chất hóa học có chứa nhóm cyano (C≡N), bao gồm một nguyên tử carbon liên kết ba với một nguyên tử nitơ.
Tiếp xúc với một lượng lớn cyanide có thể gây tổn hại cho não và tim mạch, nếu tiếp xúc ở liều lượng thấp có thể gây những hậu quả như khó thở, đau tim, nôn mửa, thay đổi máu, đau đầu, làm rộng tuyến giáp. Chỉ cần 50–200 mg cyanide hoặc hít phải 0,2% khí cyanide, có thể giết chết ngay lập tức một người trưởng thành. Cyanide được dùng làm thuốc độc rất nhiều từ xa xưa, nhất là hydro cyanide được chế độ Quốc xã ở Đức sử dụng để xử tử tập thể trong phòng hơi ngạt trong suốt thời kỳ Holocaust.